# Мислина (Хумење)
Мислина (слч. Myslina) насељено је мјесто са административним статусом сеоске општине (слч. obec) у округу Хумење, у Прешовском крају, Словачка Република.

## Становништво
| Година:    | 1994. | 2004.   | 2014.   | 2024.   |
| ---------- | ----- | ------- | ------- | ------- |
| Број људи: | 535   | 567     | 587     | 599     |
| Разлика:   |       | +5,98 % | +3,52 % | +2,04 % |

| Година:    | 2023. | 2024.   |
| ---------- | ----- | ------- |
| Број људи: | 606   | 599     |
| Разлика:   |       | -1,15 % |

Према подацима о броју становника из 2024. године насеље је имало 599 становника.